# 4134 Schütz
4134 Schütz là một tiểu hành tinh vành đai chính với chu kỳ quỹ đạo là 1274.7403646 ngày (3.49 năm).
Nó được phát hiện ngày 15 tháng 2 năm 1961 bởi Freimut Börngen ở Tautenburg, và đặt tên theo Heinrich Schütz (1585–1672), a German composer và organist.